# زاما (فلم)
زاما، هو فيلم أرجنتيني أُنتج عام 2017، من إخراج لوكريسيا مارتل. ويقوم على رواية تحمل نفس الاسم لأنطونيو دي بينيديتو. عرض لأول مرة في مهرجان البندقية السينمائي الدولي الرابع والسبعين. كما تم عرضه في قسم الماجستير في مهرجان تورونتو السينمائي الدولي لعام 2017. تم اختياره كمدخل أرجنتيني لأفضل فيلم للغات الأجنبية في جوائز الأوسكار التسعين.

## الروابط الخارجية
- مقالات تستعمل روابط فنية بلا صلة مع ويكي بيانات